# Стешенко, Аида
Аида Стешенко (туркм. Aýida Steşenko, 11 августа 1968) — туркменистанский игрок в настольный теннис и тренер. Участница летних Олимпийских игр 1996 и 2000 годов.

## Биография
Аида Стешенко родилась 11 августа 1968 года.
Представляла Туркмению в международных соревнованиях по настольному теннису.
В 1996 году вошла в состав сборной Туркмении на летних Олимпийских играх в Атланте. В одиночном разряде на предварительном этапе проиграла Пак Хэ Джон из Южной Кореи (0:2), Ольге Немес из Германии (0:2) и Чэнь Чиу Тань из Тайваня (0:2) и, заняв в группе последнее место, выбыла из борьбы.
В 2000 году вошла в состав сборной Туркмении на летних Олимпийских играх в Сиднее. В одиночном разряде на предварительном этапе проиграла Зите Молнар из Венгрии (0:3) и Сюй Цзин из Тайваня (0:3) и, заняв в группе последнее место, выбыла из борьбы.
Выступала на пяти чемпионатах мира: в одиночном и парном разрядах в 1993, 1995 и 1997 годах, в одиночном в 1999 году, в командном в 2000 году.
В 1996 году переехала в Италию, где сначала играла в высшем дивизионе, а затем работала тренером федерального центра «Терни» и «Кастельгоффредо Стерильгарда». В 2011—2013 годах была тренером клуба «Кортемаджоре», которому помогла выйти в финал итальянской Серии A1 в командном разряде. В 2014 году стала президентом клуба «Баттини Агри Асола».